# Linaclotida
La linaclotida es un medicamento indicado para el tratamiento del síndrome del intestino irritable cuando este se asocia a estreñimiento. La principal acción que produce es mejorar el dolor abdominal y aliviar el estreñimiento de los pacientes. El efecto secundario más frecuente es la diarrea. Se presenta en forma cápsulas de 290 microgramos, la dosis es una cápsula al día 30 minutos antes de comer. No cura el síndrome del intestino irritable, su acción se limita a aliviar los síntomas.

## Farmacología
Linaclotida es un péptido sintético no absorbible, análogo de la enterotoxina resistente al calor segregada por la bacteria E. coli, se metaboliza en el tubo digestivo, por lo que prácticamente no pasa a sangre.

## Mecanismo de acción
Linaclotida se une al receptor de la guanilato ciclasa C (GC-C) presente en la superficie de la pared intestinal, lo cual provoca secreción de bicarbonato y cloruro al intestino mediada por la activación del factor regulador de la conductancia transmembrana de la fibrosis quística (CFTR). Esta acción causa finalmente aumento de la cantidad de líquido existente en el intestino y acelera el tránsito intestinal, disminuyendo el estreñimiento.

## Presentación y posología
Se presenta en forma de cápsulas de 290 microgramos, la dosis habitual es una cápsula al día por vía oral.

## Contraindicaciones
Debido al mecanismo de acción del fármaco que aumenta la velocidad del tránsito intestinal, está contraindicado si se sospecha obstrucción intestinal.

## Efectos secundarios
El efecto secundario más frecuente es la aparición de diarrea que se ha observado en menos del 20% de los pacientes tratados. Otros efectos secundarios menos habituales son dolor y distensión abdominal, mareo, hipotensión, incontinencia fecal, náuseas, vómitos, deshidratación, hipopotasemia, disminución del apetito y hemorragia rectal.